# Brad Schumacher
Bradley Darrell Schumacher, detto Brad (Bowie, 6 marzo 1974), è un ex nuotatore ed ex pallanuotista statunitense.
Specializzato nelle staffette ha vinto due medaglie d'oro alle Olimpiadi di Atlanta 1996.
Ha partecipato alle successive Olimpiadi di Sydney 2000 come componente della nazionale statunitense di pallanuoto.

## Palmarès
- Olimpiadi

Atlanta 1996: oro nella 4x100m sl e nella 4x200m sl.
- Giochi PanPacifici

Fukuoka 1997: oro nella 4x100m sl.
- Universiadi

Fukuoka 1995: oro nella 4x100m sl.